# Finntjärnen, Norrbotten
Finntjärnen är en sjö i Älvsbyns kommun i Norrbotten och ingår i Piteälvens huvudavrinningsområde. Sjön har en area på 0,399 kvadratkilometer och ligger 218,8 meter över havet. Finntjärnen ligger i Piteälven Natura 2000-område. Sjön avvattnas av vattendraget Brändån.

## Delavrinningsområde
Finntjärnen ingår i det delavrinningsområde (728858-171550) som SMHI kallar för Utloppet av Finntjärnen. Medelhöjden är 262 meter över havet och ytan är 6,63 kvadratkilometer. Räknas de 7 avrinningsområdena uppströms in blir den ackumulerade arean 52,89 kvadratkilometer. Brändån som avvattnar avrinningsområdet har biflödesordning 3, vilket innebär att vattnet flödar genom totalt 3 vattendrag innan det når havet efter 102 kilometer. Avrinningsområdet består mestadels av skog (93 procent). Avrinningsområdet har 0,4 kvadratkilometer vattenytor vilket ger det en sjöprocent på 6 procent.